# 斯旺鎮區 (密蘇里州托尼縣)
斯旺鎮區（英語：Swan Township）是位於美國密蘇里州托尼縣的一個行政鎮區。

## 地方資料
斯旺鎮區的面積為297.37平方千米，當中陸地面積為288.52平方千米，而水域面積為8.85平方千米。根據2020年美國人口普查的數據，當地共有人口9860人，而人口密度為每平方千米33.16人。